# Ober-Grafendorf
Ober-Grafendorf là một đô thị thuộc huyện Sankt Pölten-Land trong bang Niederösterreich, Áo.